# Киллен, Кайл
Кайл Киллен (англ. Kyle Killen) — американский сценарист и продюсер телевидения.

## Биография и карьера
Кайл Киллен родился в Чикаго и переехал с семьёй в Берлесон, штат Техас, когда ему было три года. Окончил школу кинематограф при «Университете Южной Калифорнии» и уехал из Лос-Анджелеса, где писал короткие произведения и занялся журналистикой, совмещая хобби с «настоящей работой» — в техподдержке, на стройке и т. д. «Я перестал всем этим заниматься, но никогда не переставал думать об этом — весь мой опыт был отображён в сценарии или же вдохновляли сюжет», — вспоминает Киллен. Вскоре он вернулся в Лос-Анджелес и, переодевшись в курьера, оставил свой сценарий во многих агентствах — через полгода Киллену позвонил один из агентов. «Возможно, этот сценарий не заслуживал реализации, но это был мой шанс», — сказал Кайл в интервью для журнала «Variety» в 2011 году.
Киллен является создателем сериалов «Одинокая звезда» и «Пробуждение», оба из которых были закрыты после выхода в эфир нескольких серий первого сезона — несмотря на положительные отзывы критиков, рейтинги сериалов оставались довольно слабыми. Также Киллен написал сценарий фильма «Бобёр». Прежде чем начать работу над сериалом «Пробуждение», жил в Остине, штат Техас. 28 июня 2018 года Киллен был нанят в качестве шоураннера и исполнительного продюсера сериала Halo.

## Личная жизнь
Киллен женат на враче скорой помощи, у пары есть трое детей.

## Фильмография
| Кино и телевидение | Кино и телевидение | Кино и телевидение | Кино и телевидение          | Кино и телевидение               |
| Год                | Название           | В оригинале        | Обязанности                 | Примечания                       |
| ------------------ | ------------------ | ------------------ | --------------------------- | -------------------------------- |
| 2013               | Живописный маршрут | Scenic Route       | сценарист                   | полнометражный триллер           |
| 2013               | Игры разума        | Mind Games         | автор и сценарист           | пилот для ABC                    |
| 2012               | Пробуждение        | Awake              | автор, сценарист и продюсер | Закрыт после выхода 13 эпизодов  |
| 2011               | Бобёр              | The Beaver         | сценарист                   | режиссёрский проект Джоди Фостер |
| 2010               | Одинокая звезда    | Lone Star          | автор, сценарист и продюсер | закрыт после выхода 2 эпизодов   |